# Stazione di Crespellano
La stazione di Crespellano è una stazione ferroviaria posta sulla linea Casalecchio-Vignola gestita dalle Ferrovie Emilia Romagna. Serve la località di Crespellano, frazione di Valsamoggia.

## Storia
La stazione di Crespellano venne attivata contemporaneamente alla linea, il 28 ottobre 1938.
Dopo la soppressione del trasporto passeggeri sulla linea, nel 1967, seguita dalla fine del trasporto merci nel 1995, la fermata venne riattivata il 15 settembre 2003.

## Movimento
Il servizio passeggeri è costituito dai treni della linea S2A (Bologna Centrale - Vignola) del servizio ferroviario metropolitano di Bologna, cadenzati a frequenza oraria con rinforzi semiorari nelle ore di punta.
I treni sono effettuati da Trenitalia Tper nell'ambito del contratto di servizio stipulato con la regione Emilia-Romagna.
A novembre 2019, la stazione risultava frequentata da un traffico giornaliero medio di circa 731 persone (377 saliti + 354 discesi).